# Blas Escontría y Bustamante
Blas Escontría y Bustamante (San Luis Potosí, 3 de febrero de 1847-Ciudad de México, 4 de enero de 1906) fue un político e ingeniero mexicano. Fue gobernador de San Luis Potosí de 1895 a 1902 en calidad de interino y de 1902 a 1905 como gobernador electo por sufragio. Y fue secretario de Fomento, Colonización e Industria del gobierno de Porfirio Díaz de 1905 hasta su muerte en 1906.

## Primeros años
Blas de la Candelaria Escontría Ruiz de Bustamante nació en el estado de San Luis Potosí, México, el 3 de febrero de 1847. Fue primo materno de Carlos Díez Gutiérrez, gobernador de San Luis Potosí de 1877 a 1880 y de 1884 a 1895; y de su hermano, Pedro Díez Gutiérrez, gobernador del mismo estado de 1880 a 1884.
Fue director del Instituto Científico y Literario de San Luis Potosí de 1875 a 1894. Fue presidente municipal de San Luis Potosí. Y alrededor de 1879 fue ensayador de la sede de la Casa de Moneda de México en San Luis Potosí.
Fue diputado del Congreso del Estado de San Luis Potosí en cuatro ocasiones. En la IX Legislatura de 1881 a 1883, la X Legislatura de 1883 a 1885, la XIII Legislatura de 1889 a 1891 y la XIV Legislatura de 1891 a 1893.

## Gobernador de San Luis Potosí
En 1895 el congreso del Estado nombró a Blas Escotría como gobernador interino del estado. Gobernó en calidad de interino hasta 1902, año en que fue elegido gobernador por sufragio. Ocupó el cargo hasta 1905, cuando se incorporó al gabinete del presidente Porfirio Díaz.
Dentro de su gobernatura se inauguró el Teatro de la Paz de San Luis Potosí, se construyó la penitenciaría del estado con un modelo panóptico, edificio que actualmente es el Centro de las Artes de San Luis Potosí, y fue construida la presa de San José para abastecer de agua a la capital del estado.
Se enfrentó a levantamientos campesinos en la región Huasteca y de mineros en Matehuala y San Luis Potosí. Durante su gubernatura dio inicio a la explotación petrolera en la Huasteca.

## Secretario de Fomento y muerte
En 1905 dejó la gubernatura de San Luis Potosí para integrarse al gabinete de Porfirio Díaz como Secretario de Fomento, Colonización e Industria. Blas Escotría y Bustamante falleció el 4 de enero de 1906 en la Ciudad de México, ejerciendo el cargo de Secretario de Fomento hasta su muerte. Fue enterrado el 6 de enero en el Cementerio de El Saucito de la ciudad de San Luis Potosí. El poeta potosino Manuel José Othón escribió una epístola en su honor.